# Ciśnienie transmembranowe
Ciśnienie transmembranowe (ang. trans-membrane pressure, TMP) – różnica ciśnień hydrostatycznych panujących po obu stronach membrany. Dla różnych procesów membranowych ciśnienia zawierają się w innych przedziałach:
- mikrofiltracja (MF) - 0,1 do 0,3 MPa[1],
- ultrafiltracja (UF) - 0,1 do 1 MPa[2],
- nanofiltracja (NF) - około 0,3 do 0,8 MPa[1],
- odwrócona osmoza (RO) - 1 do 10 MPa[1],